# Polo Democrático Independiente
El Polo Democrático Independiente (PDI) fue un movimiento político colombiano de izquierda, fundado en 2003 por miembros de la antigua ANAPO y la Alianza Democrática M-19. En 2005, en coalición con el movimiento Alternativa Democrática, dio origen al partido Polo Democrático Alternativo, y desde 2011, algunos de sus miembros escindidos pasaron a formar parte del Movimiento Progresistas, liderado por el exalcalde de Bogotá y actual presidente de Colombia desde 2022, Gustavo Petro.

## Origen
El PDI Surgió de la unión de diversos grupos independientes (no adscritos a los partidos tradicionales). El partido fue fundado por los senadores Antonio Navarro Wolf, Francisco Rojas Birry, Jaime Dussán y Javier Cáceres Leal a quien se uniría más tarde Samuel Moreno Rojas que provenía de la ANAPO, quienes avalaron a Luis Eduardo Garzón como candidato presidencial por este partido en las elecciones de 2002. En 2003 El Polo Democrático Independiente, actualmente denominado Polo Democrático Alternativo.

## PDA
Tras las elecciones presidenciales de 2002, el Polo Democrático Independiente continuó unido como bloque democrático y progresista. Su candidato, Luis Eduardo Garzón, fue elegido Alcalde Mayor de Bogotá para el período 2004 - 2007.
En 2006 el PDI se alió electoralmente con la coalición de izquierda tradicional Alternativa Democrática, para conformar el Partido Polo Democrático Alternativo PDA, que tras elecciones parlamentarias y por medio de consulta popular designó como candidato a la Presidencia 2006-2010 al exmagistrado Carlos Gaviria Díaz quien provenía de Alternativa Democrática y derrotó a Antonio Navarro Wolf.
Allí (2002) apareció, por segunda vez en la historia de un partido político en América, la circunscripción LGBTI, que bajo el nombre POLO DE ROSA, reconoce a la población homosexual dentro del partido, como parte estructural de su desarrollo político y le brinda a este sector poblacional voz y voto dentro de las instancias directivas del partido. Algunos de sus miembros fundadores son Germán Humberto Rincón Perffeti (abogado que ha llevado los casos de tutela más importantes del país, en temas de reivindicación de derechos);la lidereza Transgenerista Diana Navarro, la primera alcaldesa abiertamente lesbiana de una localidad (Chapinero) Blanca Inés Durán; el primer edil abiertamente gay elegido popularmente, Juan Sebastián Romero Leal; Édgar Robles, Katherine Castellanos, lidereza de la localidad de Fontibón y Julio César Mancera-Acosta, primer candidato abiertamente gay al Senado de la República (quien en ese momento hacía parte de las bases del partido); entre otros importantes miembros de la comunidad LGBTI.
Este grupo fue fundamental durante los gobiernos del Polo para ubicar, junto al movimiento social, los temas de la diversidad sexual en la agenda pública, impulsando la creación de las políticas públicas LGBTI firmadas como decreto durante el gobierno de Lucho Garzón y ratificadas como Acuerdo de la ciudad, bajo la administración Moreno.
Actualmente, el liderazgo del Polo De Rosa está en cabeza de Julio César Mancera-Acosta, elegido como Vicepresidente Nacional de Asuntos Poblacionales, luego del Congreso del Partido, quien está acompañado entre otros por la economista Ericka Natalia Salazar y el politólogo Daniel Fernando Gómez-Pulgarín (ella como miembro del Moir y ellos del Polo Social por la Paz).

## Alcaldías
El PDI era un partido unido desde 1996 con el partido AD M-19, este se separó en el 2006, Gustavo Petro se lanzó con el Pdi en 1997 pero no salió victorioso mientras que Luis Garzon se lanzó en el 2004 y salió triunfante.
     Alianza Democrática M-19
| Gustavo Petro |  | 26 de octubre de 1997 | No triunfó | Alianza Democrática M-19 | Candidato a la Alcaldía de Bogotá en el año 1997 el cual perdió en 8.º puesto. |

     PDI
| Luis Eduardo Garzón |  | 1 de enero de 2004 | 31 de diciembre de 2007 | Polo Democrático Independiente | Candidato a la Alcaldía de Bogotá en el año 2004 el cual triunfó en las elecciones. |